# Ogg
Az Ogg bitfolyam (bitstream) formátum – melyet a Xiph.org Alapítvány fejleszt – egy keretrendszer, aminek célja az olyan multimédiás formátumok támogatása, melyek szabadon felhasználhatóak anélkül, hogy azok után jogdíjakat kellene fizetni, vagy a felhasználhatóságukat bárki korlátozná; valamint a szabványok is nyíltak és szabadon elérhetőek legyenek. Az Ogg bitfolyamot az RFC 3533 definiálja.
A projekt számos komponense kínál alternatívákat az alábbi zárt kódú és/vagy jogdíjas eljárások helyett:
- MP3 és MPEG
- RealAudio és RealVideo
- QuickTime
- WAV és AVI
- Windows Media Audio és Windows Media Video

Az Ogg elsődleges komponense a hangkódolásra használható Vorbis. További komponensek a Theora, ami videóanyagok tömörítésére használatos; a Speex, ami emberi hangot tömörít; a FLAC, ami magas hanghűségű audiotömörítést biztosít.
Bár többen azt hiszik, hogy az Ogg Terry Pratchett Korongvilág c. regényciklusának Ogg anyójáról kapta nevét, valójában nem erről van szó. A szó egy zsargon, melyet a Netrek játékban használtak; eredeti jelentése egy kamikaze támadás, később pedig bármi, amit az ember anélkül tesz, hogy előre megfontolná annak hatását a rendelkezésre álló erőforrásokra és lehetőségekre; az indulásakor az Ogg projekt ambiciózus céljai ilyennek látszottak a PC hardver képességeit figyelembe véve.

## Ogg kodekek
- Audiokodekek
  - veszteséges
    - Speex: beszédet tömörít, alacsony bitrátával (~8-32 kbit/mp/csatorna)
    - Vorbis: általános célú hangtömörítő közepes és magas bitrátákon (~32-256 kbit/mp/csatorna)

  - veszteségmentes
    - Squish: archív minőségű hangtárolásra; a legelső Ogg kodek
    - FLAC: archív minőségű hangtárolásra
- Videokodekek
  - Theora: Az On2 cég VP3 kodekének adaptációja az Ogg keretrendszerbe, Vorbis tömörítésű hanggal multiplexálható
  - Tarkin: kísérleti kodek, 3D wavelet-transzformációkat használ